# Грюнберг, Эрих
Эрих Грюнберг (нем. Erich Grüenberg; 12 октября 1924, Вена, Австрия — 8 августа 2020, Hampstead Garden Suburb, Барнет, Большой Лондон, Англия, Великобритания) — британский скрипач австрийского происхождения. Отец пианистки Джоанны Грюнберг.

## Биография
Начал учиться музыке в Вене, затем занимался в Иерусалимской консерватории. 
В 1938—1945 гг. концертмейстер оркестра Палестинской радиовещательной корпорации. Победив в 1947 г. на Конкурсе скрипачей имени Карла Флеша в Лондоне, обосновался в Великобритании, в 1950 г. получил британское гражданство.
Концертмейстер Стокгольмского филармонического оркестра (1956—1958), Лондонского симфонического оркестра (1962—1965) и Королевского филармонического оркестра (1972—1976). Как ансамблист выступал, в частности, в составе фортепианного трио с Эдмундом Рабброй и Уильямом Плитом и как примариус Нового лондонского струнного квартета, в котором партию виолончели исполнял Дуглас Камерон. Как солист гастролировал по всей Европе, а также в США, Канаде и Австралии; во время московских гастролей впервые в СССР исполнил скрипичный концерт Бенджамина Бриттена.
Среди записей Грюнберга особенно значительны скрипичный концерт Людвига ван Бетховена (дирижёр Яша Горенштейн) и все сонаты Бетховена для скрипки и фортепиано (с пианистом Дэвидом Уайлдом). Кроме того, Грюнберг принимал участие в записи знаменитой песни The Beatles «A Day in the Life» (1967), причём в ходе записи он «держал смычок своей скрипки громадной обезьяньей лапой».
Преподавал в Гилдхоллской школе музыки, затем профессор Королевской академии музыки.